# Zgromadzenie Czarnogóry
Zgromadzenie Czarnogóry, Zgromadzenie Republiki Czarnogóry (czarn. Скупштина Црне Горе) – główny organ władzy ustawodawczej w Czarnogórze. Składa się z 81 deputowanych wybieranych na czteroletnią kadencję z zastosowaniem ordynacji proporcjonalnej. Czarnogórski parlament ma charakter unikameralny. Obowiązuje próg wyborczy na poziomie 3%, jednak jest on wyliczany nie w skali całego kraju (jak w większości państw stosujących to rozwiązanie), lecz osobno w każdym okręgu wyborczym. Jeśli dane ugrupowanie nie przekroczy progu w jednym okręgu, lecz przekroczy go w innym, głosy z obu okręgów są sumowane i zaliczane partii w tym okręgu, gdzie ma szansę wziąć udział w podziale mandatów. Przy przeliczaniu głosów na mandaty używa się metody d'Hondta. Zgodnie z powyższymi zasadami obsadza się 76 miejsc w parlamencie. Pięć miejsc zarezerwowanych jest dla mniejszości albańskiej, która posiada odrębny okręg wyborczy.
Zarówno czynne, jak i bierne prawo wyborcze przysługuje obywatelom Czarnogóry w wieku co najmniej 18 lat, zamieszkującym na terytorium kraju przez okres co najmniej 24 miesięcy bezpośrednio przed wyborami. Kandydować nie mogą urzędujący członkowie rządu i ich najbliżsi współpracownicy, sędziowie oraz członkowie komisji wyborczych.

## Księstwo Czarnogóry, Królestwo Czarnogóry
| #                                | Imię i Nazwisko       | Portret | Kadencja          | Kadencja             | Partia polityczna | Partia polityczna       |
| #                                | Imię i Nazwisko       | Portret | Od                | Do                   | Partia polityczna | Partia polityczna       |
| -------------------------------- | --------------------- | ------- | ----------------- | -------------------- | ----------------- | ----------------------- |
| Senat Czarnogóry                 |                       |         |                   |                      |                   |                         |
| 1                                | Ivan Vukotić          |         | 2 września 1831   | styczeń 1834         |                   | Bezpartyjny             |
| 2                                | Pero Petrović         |         | 3 września 1837   | 1 grudnia 1853       |                   | Bezpartyjny             |
| 3                                | Đorđije Petrović      |         | 1853              | 1857                 |                   | Bezpartyjny             |
| 4                                | Mirko Petrović-Njegoš |         | 1857              | 1867                 |                   | Bezpartyjny             |
| 5                                | Božo Petrović-Njegoš  |         | 1867              | 1878                 |                   | Bezpartyjny             |
| Zgromadzenie Narodowe Czarnogóry |                       |         |                   |                      |                   |                         |
| 6                                | Šako Petrović Njegoš  |         | 27 listopada 1906 | 9 lipca 1907         |                   | Bezpartyjny             |
| 6                                | Labud Gojnić          |         | 27 listopada 1907 | 14 grudnia 1908      |                   | Bezpartyjny             |
| 7                                | Marko Đukanović       |         | 14 grudnia 1908   | 1 grudnia 1910       |                   | Bezpartyjny             |
| 8                                | Milo Dožić            |         | 1 grudnia 1910    | 12 lutego 1911       |                   | Bezpartyjny             |
| 9                                | Jovan Plamenac        |         | 1 grudnia 1911    | 25 października 1913 |                   | Prawdziwa Partia Ludowa |
| 10                               | Milo Dožić            |         | 28 stycznia 1914  | 1918                 |                   | Bezpartyjny             |
| Zgromadzenie Podgoricy           |                       |         |                   |                      |                   |                         |
| 11                               | Savo Cerović          |         | 24 listopada 1918 | 29 listopada 1918    |                   | Bezpartyjny             |

## Republika Czarnogóry, Czarnogóra
- tymczasowo

| # | Imię i Nazwisko              | Portret | Kadencja          | Kadencja          | Partia polityczna | Partia polityczna        |
| # | Imię i Nazwisko              | Portret | Od                | Do                | Partia polityczna | Partia polityczna        |
| - | ---------------------------- | ------- | ----------------- | ----------------- | ----------------- | ------------------------ |
| 1 | Risto Vukčević (1929–1994)   |         | 2 sierpnia 1991   | 12 grudnia 1994   |                   | DPS                      |
| 2 | Svetozar Marović (ur. 1955)  |         | 12 grudnia 1994   | 7 czerwca 2001    |                   | DPS                      |
| 3 | Vesna Perović (ur. 1954)     |         | 7 czerwca 2001    | 5 listopada 2002  |                   | LSCG                     |
| 4 | Filip Vujanović (ur. 1954)   |         | 5 listopada 2002  | 19 maja 2003      |                   | DPS                      |
| — | Dragan Kujović (1948–2010)   |         | 19 maja 2003      | 30 maja 2003      |                   | DPS                      |
| 5 | Ranko Krivokapić (ur. 1961)  |         | 3 czerwca 2003    | 19 maja 2016      |                   | SDP                      |
| — | Milutin Simović (ur. 1961)   |         | 19 maja 2016      | 1 czerwca 2016    |                   | DPS                      |
| 6 | Darko Pajović (ur. 1972)     |         | 1 czerwca 2016    | 7 listopada 2016  |                   | Pozytywna Czarnogóra     |
| — | Marija Ćatović (ur. 1947)    |         | 7 listopada 2016  | 24 listopada 2016 |                   | DPS                      |
| 7 | Ivan Brajović (ur. 1962)     |         | 24 listopada 2016 | 23 września 2020  |                   | SD                       |
| — | Miodrag Lekić (ur. 1947)     |         | 23 września 2020  | 23 września 2020  |                   | DEMOS                    |
| 8 | Aleksa Bečić (ur. 1987)      |         | 23 września 2020  | 7 lutego 2022     |                   | Demokratyczna Czarnogóra |
| — | Strahinja Bulajić (ur. 1960) |         | 7 lutego 2022     | 28 kwietnia 2022  |                   | DF                       |
| 9 | Danijela Đurović (ur. 1973)  |         | 28 kwietnia 2022  | maj 2023          |                   | SNP                      |